# 杨崇 (异见人士)
杨崇（1971年—），生於中國江西省九江市，中國異見人士及維權人士，南方街头运动推动者。2015年1月攜妻流亡泰国，2019年7月起定居加拿大。

## 早年
1983年就读于湖口县武山镇中学，1986年就读于湖口县文桥镇中学高中部。1994年，南下广东打工。

## 維權生涯
2011年12月10日，世界人权日，杨崇和网友在广州石牌桥地铁站B出口，向路人宣传世界人权宣言。
2011年12月14晚，参加“声援乌坎、惩治腐败、追求民主”的散步活动。在广州天河万菱汇广场，举牌声援乌坎（乌坎事件）人民维权。
2011年12月18日下午，再次参加声援乌坎（乌坎事件）、追求民主的活动。在广州天河正佳广场，被当局当场抓捕。（晚上被释放）
2012年3月2日北京两会前夕遭软禁。
2012年3月31日，杨崇和肖勇、黄文勋、欧荣贵等10余名年轻人在广州举牌，要求中国领导人胡锦涛政治改革，带头公开个人财产。其中的杨崇4月3日被广州市番禺区公安分局以非法集会罪名刑事拘留，4月28日被该局取保候审，同日被江西省湖口县森林公安局以“滥伐林木罪”逮捕，2012年12月被判处一年监禁，关押于湖口看守所，2013年3月21日刑满释放。
2013年4月7日前往安徽合肥围观声援让小安妮（张安妮）上学至16日遭绑架清场。
2013年7月24日凌䢅1点和李碧云一起遭广东省佛山市顺德区公安土匪绑架至顺德区容桂派出所，直至13点开具荒唐的“窝藏、包庇罪”传唤证释放。
2014年1月3日约好李碧云代理律师范标文前往顺德区看守所会见李碧云，在容桂一公交车站被不明身份、人数人员戴黑头套绑架至广东省广宁县一山区马路旁丢弃。
2014年5月5日在广州中级人民法院旁听李维国案（李维国因申请六四游行不成，反被广州市越秀区公安分局行政拘留，后告越秀区公安分局）告公安局上诉案被刑事拘留一个月，6月4日释放，释放后再被法外软禁至8日
2014年6月10日前往湖南省衡阳市中级法院旁听赵枫生涉嫌“煽动颠覆国家政权”案开庭。
2014年6月，与网友一同参加新余刘萍、魏忠平和李思华（中共官方认定扰乱公共秩序，利用邪教破坏法律实施罪，寻衅滋事）案的旁听并举牌，遭到当局的抓捕遣返。
2014年7月17日，杨崇、高飞、张圣雨、马胜芬携带鲜花到广州市广州大道南墩和公交站，举牌悼念7月15日晚301路公交车爆炸案遇难者。
2014年9月，前往惠州博罗县参加示威抗议修建垃圾焚烧厂的活动。
2014年12月19日，遭到江西国保到廣州约谈。2015年1月18日原定结婚日，14日被广州國保设局绑架回老家江西湖口县，由湖口國保软禁于酒店至19日释放，25日在广州再次被國保绑架驱离广州。
2015年1月28日，以政治難民名义流亡泰国。2018年8月29日，杨崇夫妇被泰国警方拘捕，楊崇被指控逾期居留罪，而其妻吳玉華被指控逾期居留和非法入境兩項罪名。于8月31日在曼谷The Pathumwan法院過堂，當天兩夫婦被投入曼谷特別監獄關押。吳于9月21日獲保釋、隨後楊于10月2日亦獲保釋出獄。10月9日楊被判刑6個月、緩刑1年及罰款1萬泰銖；11月25日吳獲判罪名不成立。

## 家庭
妻吴玉华，网名“哎乌”，祖籍湖南的新疆人。